# Jimmy
Jimmy – drugi singel brytyjskiej wokalistki M.I.A. z drugiego albumu „Kala”. Jest to pierwszy singel M.I.A. wydany w Japonii. Singel został wydany w Wielkiej Brytanii na CD oraz 7" i 12" płycie winylowej. W lutym 2008 utwór pojawił się na amerykańskich listach przebojów, osiągając dwudziestą ósmą pozycję po pięciu tygodniach na liście.

## Teledysk
Teledysk do utworu „Jimmy” wyreżyserował przyjaciel z dzieciństwa Nezar Khammal. W klipie M.I.A. tańczy ze złotą koroną na głowie, a wraz z nią jedenastu tancerzy przebranych w złote stroje hindusów. Wspólnie wykonują wszystkie odmiany tańca „tysiąca rąk”.

## Listy utworów, formaty i wersje singla[2]
UK CD singel
1. „Jimmy”
2. „Jimmy (DJ Eli Remix)”

UK 12" vinyl
1. „Jimmy”
2. „Jimmy (Instrumental)”
3. „Jimmy (DJ Eli Remix)”

UK 7" vinyl
1. „Jimmy”
2. „What I Got (Ruff Ruff Version)”

iTunes Digital Singel
1. „Jimmy”
2. „Jimmy (Dan Carey Radio Mix)”
3. „Jimmy (DJ Eli Remix)”

## Listy przebojów
| Lista (2007)                           | Pozycja |
| -------------------------------------- | ------- |
| Japonia National FM Radio Daily Charts | 9       |
| Tokio Hot 100                          | 6       |
| UK Singles Chart                       | 66      |
| U.S. Billboard Hot Dance Club Play     | 28      |